# Montricher-Albanne
Montricher-Albanne település Franciaországban, Savoie megyében. Lakosainak száma 477 fő (2022. január 1.). Montricher-Albanne Albiez-le-Jeune, Albiez-Montrond, Saint-Julien-Mont-Denis, Saint-Martin-de-la-Porte, Valloire és Villargondran községekkel határos.

## Népesség
A település népességének változása:
| Lakosok száma | 589  | 477  | 486  | 471  | 473  | 475  | 477  | 477  | 477  |
|               | 2013 | 2015 | 2016 | 2017 | 2018 | 2019 | 2020 | 2021 | 2022 |